# وروار السفلي (غرمسار كرمان)
وروار السفلی (بالفارسية: وروار سفلی) هي منطقة سكنية تقع في إيران في قسم غرمسار الریفي.